# 布塔雷
布塔雷是盧安達南部省的一個城市，既是胡葉區的首府，也是全國第二大城市。布塔雷亦是從前盧安達布塔雷省的首府，其於2006年1月1日重新規畫。
布塔雷市境內設有盧安達國立大學，其與盧安達所有教育體系一樣使用法文與英文的雙語教學。

## 友好城市
- 法國 卡斯特尔